# Đội tuyển Davis Cup Kuwait
Đội tuyển Davis Cup Kuwait đại diện cho Kuwait trong môn quần vợt tại Davis Cup và được Liên đoàn quần vợt Kuwait quản lý.
Kuwait hiện đã hoàn thành Khu vực châu Á/châu Đại Dương nhóm II.  Họ đã tìm đến vòng bán kết nhóm II đến 2 lần

## Lịch sử
Kuwait đã hoàn thành kỳ Davis Cup đàu tiên củ họ vào năm 1989.

## Đội hình hiện tại (2017)
- Mohammad Ghareeb
- Abdullah Maqdes
- Abdulrahman Alawadhi
- ABDULHAMID MUBARAK